# HD 89104
HD 89104，又名CP-54 3356，SAO 237834、HR 4038，是一颗恒星，视星等为6.16，位于銀經281.73，銀緯1.34，其B1900.0坐标为赤經10h 11m 34.2s，赤緯-54° 1.34′ 36″。